# Джейкобсон, Джоэл
Джо́эл Дже́йкобсон (англ. Joel Jacobson; род. 15 сентября 1951, Лангдон, Северная Дакота) — американский кёрлингист.
В составе мужской сборной США участник чемпионатов мира чемпионата мира 1997. Чемпион США среди мужчин (1997), чемпион США среди смешанных команд (1986).

## Достижения
- Чемпионат США по кёрлингу среди мужчин: золото (1997), серебро (2006, 2007).
- Чемпионат США по кёрлингу среди смешанных команд: серебро (1986).

- Почётный приз Ассоциации кёрлинга США Ann Brown Sportsmanship Award (вручается ежегодно на чемпионатах США одному мужчине и одной женщине как наилучшим образом воплощающих в своей деятельности т. н. «дух кёрлинга», англ. Spirit of Curling): 2007[3].

## Команды
| Сезон                                          | Четвёртый        | Третий       | Второй           | Первый           | Запасной                                   | Турниры                        |
| ---------------------------------------------- | ---------------- | ------------ | ---------------- | ---------------- | ------------------------------------------ | ------------------------------ |
| 1993—94                                        | Джоэл Джейкобсон | ?            | ?                | ?                |                                            | ЧСШАМ 1994 (??? место)         |
| 1994—95                                        | Джоэл Джейкобсон | ?            | ?                | ?                |                                            | ЧСШАМ 1995 (??? место)         |
| 1996—97                                        | Крейг Дишер      | Кевин Какела | Джоэл Джейкобсон | Пол Питерсон     | Рэнди Дарлинг (ЧМ) тренер: Стив Браун (ЧМ) | ЧСШАМ 1997 · ЧМ 1997 (6 место) |
| 1996—97                                        | Джоэл Джейкобсон | ?            | ?                | ?                |                                            | АООК 1997 (??? место)          |
| 1997—98                                        | Джоэл Джейкобсон | ?            | ?                | ?                |                                            | ЧСШАМ 1998 (??? место)         |
| 1998—99                                        | Джоэл Джейкобсон | ?            | ?                | ?                |                                            | ЧСШАМ 1999 (??? место)         |
| 1999—00                                        | Крейг Дишер      | Кевин Какела | Джоэл Джейкобсон | Carey Kakela     |                                            | ЧСШАМ 2000 (6 место)           |
| 2002—03                                        | Крейг Дишер      | Кевин Какела | Зак Джейкобсон   | Джоэл Джейкобсон | Carey Kakela                               | ЧСШАМ 2003 (4 место)           |
| 2003—04                                        | Крейг Дишер      | Кевин Какела | Зак Джейкобсон   | Carey Kakela     | Джоэл Джейкобсон                           | ЧСШАМ 2004 (5 место)           |
| 2004—05                                        | Крейг Дишер      | Кевин Какела | Джоэл Джейкобсон | Carey Kakela     | Зак Джейкобсон                             | ЧСШАМ/АООК 2005 (5 место)      |
| 2005—06                                        | Крейг Дишер      | Кевин Какела | Зак Джейкобсон   | Carey Kakela     | Джоэл Джейкобсон                           | ЧСШАМ 2006                     |
| 2006—07                                        | Крейг Дишер      | Кевин Какела | Зак Джейкобсон   | Carey Kakela     | Джоэл Джейкобсон                           | ЧСШАМ 2007                     |
| Кёрлинг среди смешанных команд (mixed curling) |                  |              |                  |                  |                                            |                                |
| 1985–86                                        | Джоэл Джейкобсон | Лори Крекло  | Tim Kreklau      | Lisa Jacobson    |                                            | ЧСШАСК 1986                    |
| 1987–88                                        | Джоэл Джейкобсон | ?            | ?                | ?                |                                            | ЧСШАСК 1988 (??? место)        |
| 1990–91                                        | Джоэл Джейкобсон | ?            | ?                | ?                |                                            | ЧСШАСК 1991 (??? место)        |
| 1993–94                                        | Джоэл Джейкобсон | ?            | ?                | ?                |                                            | ЧСШАСК 1994 (??? место)        |
| 1995–96                                        | Джоэл Джейкобсон | ?            | ?                | ?                |                                            | ЧСШАСК 1996 (??? место)        |
| 1996–97                                        | Джоэл Джейкобсон | ?            | ?                | ?                |                                            | ЧСШАСК 1997 (??? место)        |
| 1997–98                                        | Джоэл Джейкобсон | ?            | ?                | ?                |                                            | ЧСШАСК 1998 (??? место)        |
| 1998–99                                        | Джоэл Джейкобсон | ?            | ?                | ?                |                                            | ЧСШАСК 1999 (??? место)        |

(скипы выделены полужирным шрифтом)

## Частная жизнь
Женат, жена Лайза Джейкобсон (англ. Lisa Jacobson), они в одной команде выиграли чемпионат США среди смешанных команд в 1986. У них трое детей: сыновья Зак и Зейн (англ. Zane Jacobson) — оба кёрлингисты, Джоэл неоднократно играл в одной команде с Заком, — и дочь Дженнифер.
Окончил Университет штата Северная Дакота.
По роду деятельности — фермер.
Начал заниматься кёрлингом в 1978 в возрасте 27 лет.